# 3705 Hotellasilla
3705 Hotellasilla è un asteroide della fascia principale. Scoperto nel 1984, presenta un'orbita caratterizzata da un semiasse maggiore pari a 3,1234488 UA e da un'eccentricità di 0,1776106, inclinata di 1,39302° rispetto all'eclittica.
Fa parte della famiglia di asteroidi Temi.
Prende il nome da Erich Schumann e dal suo team cileno che, per quasi tre decenni e con grande dedizione, hanno garantito l'alloggio e il vitto a migliaia di membri dello staff e visitatori dell'Osservatorio europeo australe presso l'Hotel La Silla in Cile.  